# Familia Opaliński
Opaliński (Opalińscy en plural y en femenino Opalińska) fue una familia perteneciente a la nobleza polaca. Su nombre deriva la ciudad de Opalenica, y jugaron un papel importante en la política de Polonia durante los siglos XVI y XVII.

## Historia
Aunque hay algún personaje que aparece usando el apellido Opalinski, como Ticz Bar de Opalenicza a quien el rey Vladislao II de Polonia compró la ciudad de Opalenica, entonces aun siendo aldea que él mismo había fundado entre el 1396 y el 1401, aunque posteriormente esta retornaría a él. 
Actualmente se considera como fundador de la familia a Pedro von Bnin, quien era hijo de Mikołaj y hermano de Andrés Bniński, obispo de Poznan, aunque también tuvo otros tres hermanos; Jan, Wojciech y Mikołaj. Pedro sirvió principalmente como diplomático, tanto con Segismundo de Luxemburgo ante los teutones como en negociaciones entre Juan de Lusignan y Vladislao II.
Se tiene constancia de la existencia de al menos dos ramas cadetes: 
- Opaliński-Bniński, de la ciudad de Bnin.
- Opaliński-Sierakowski, de la ciudad de Sieraków.

## Miembros
Algunos de sus principales miembros fueron: 
- Juan Opaliński (1546-1598), fundador de la familia Opaliński.
- Juan Opaliński (1581–1637), voivoda de Posnania.
- Pedro Opaliński (1586–1624);
- Cristián Opaliński (1611–1655), voivoda de Posnania.
- Juan Carlos Opalinski, (1642–1695);
- Catalina Opalinska (1680–1747), reina de Polonia, casada con Estanislao I Leszczynski.

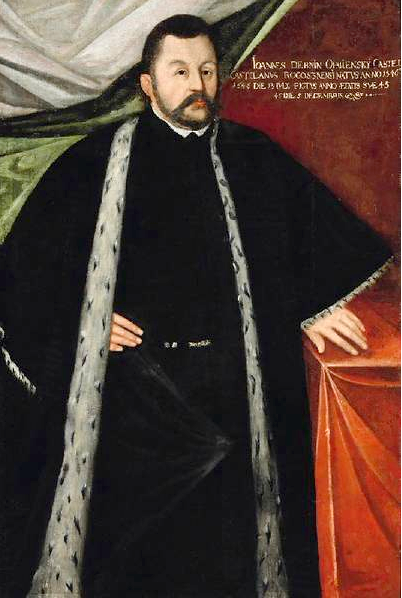
Juan Opaliński (1546-1598).

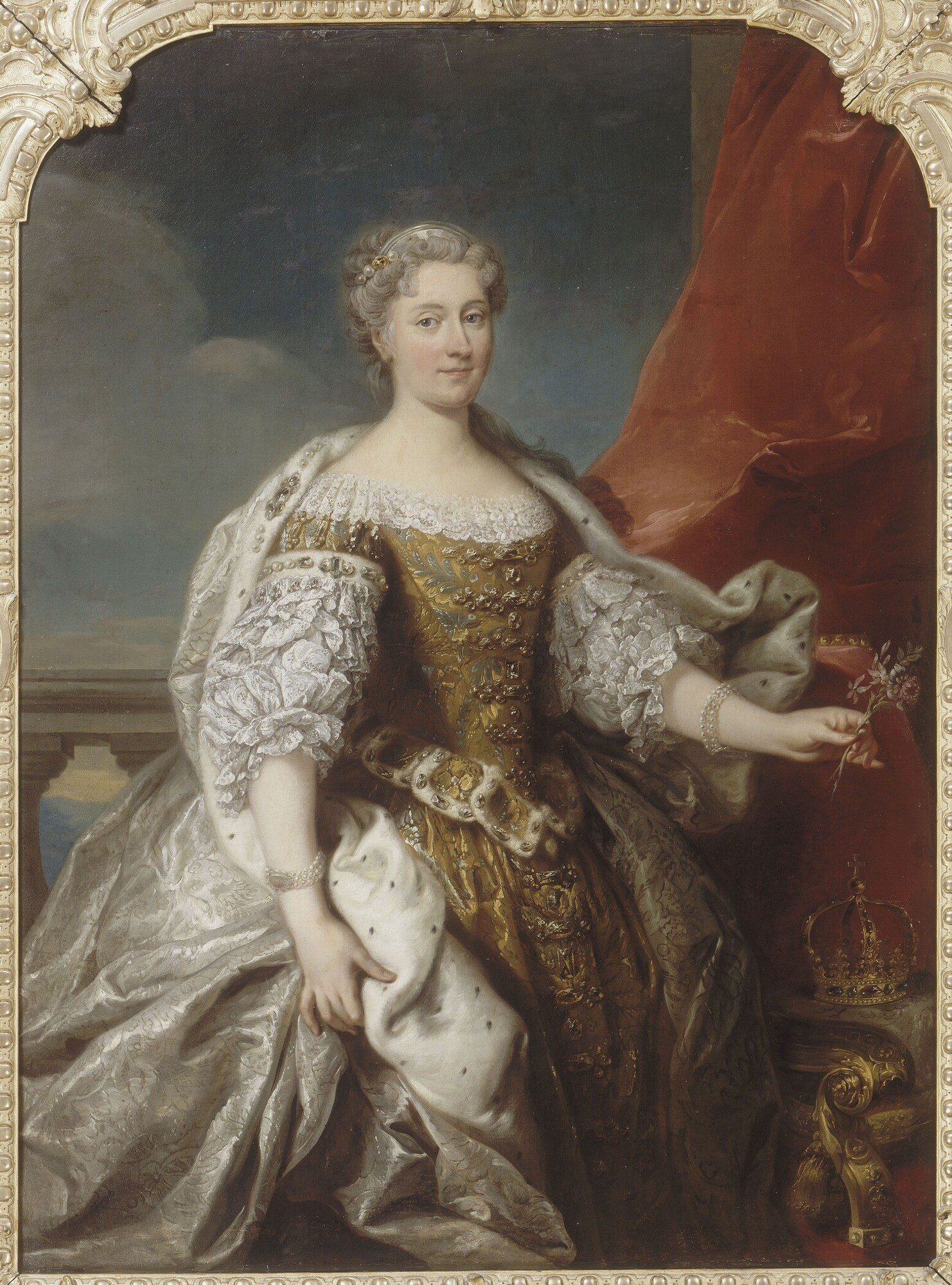
Catalina Opalinska (1680–1747).

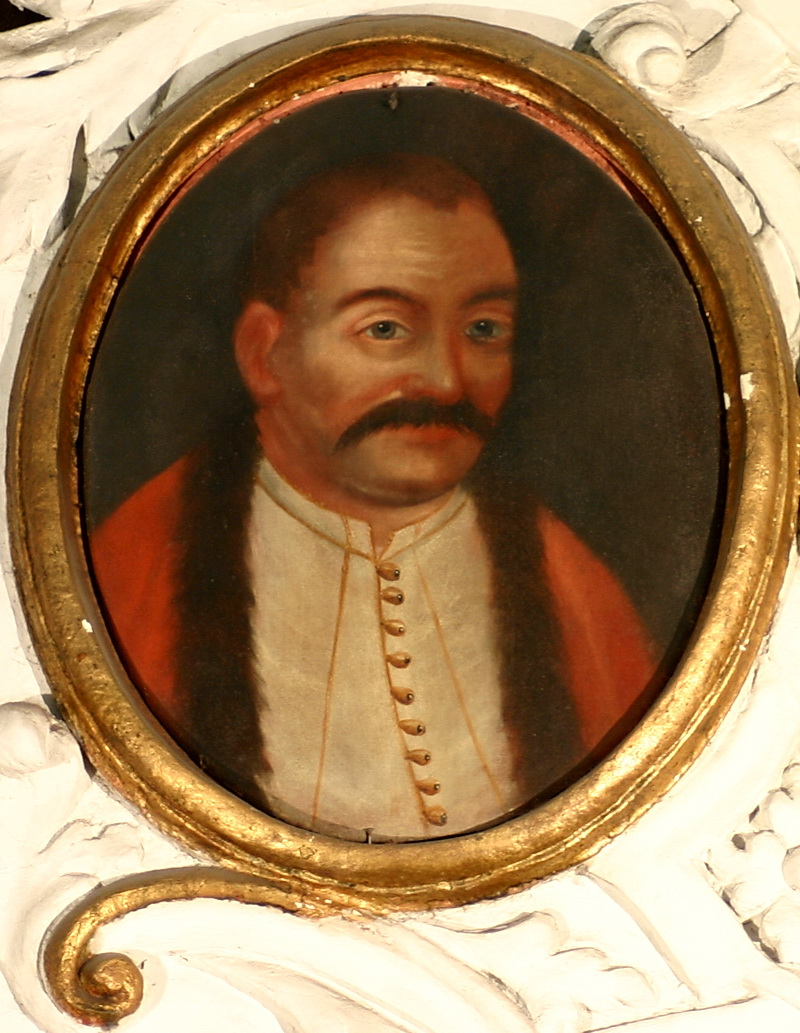
Juan Carlos Opalinski (1642–1695).

- Lucas Opaliński (1612–1666);
- Lucas Opaliński (1581–1654);

## Heráldica
Un barco de oro en campo de gules. En relación a la leyenda de Jasón y los Argonautas, ya que el origen legendario de la familia se ubica en el área mediterráneo.

## Palacios

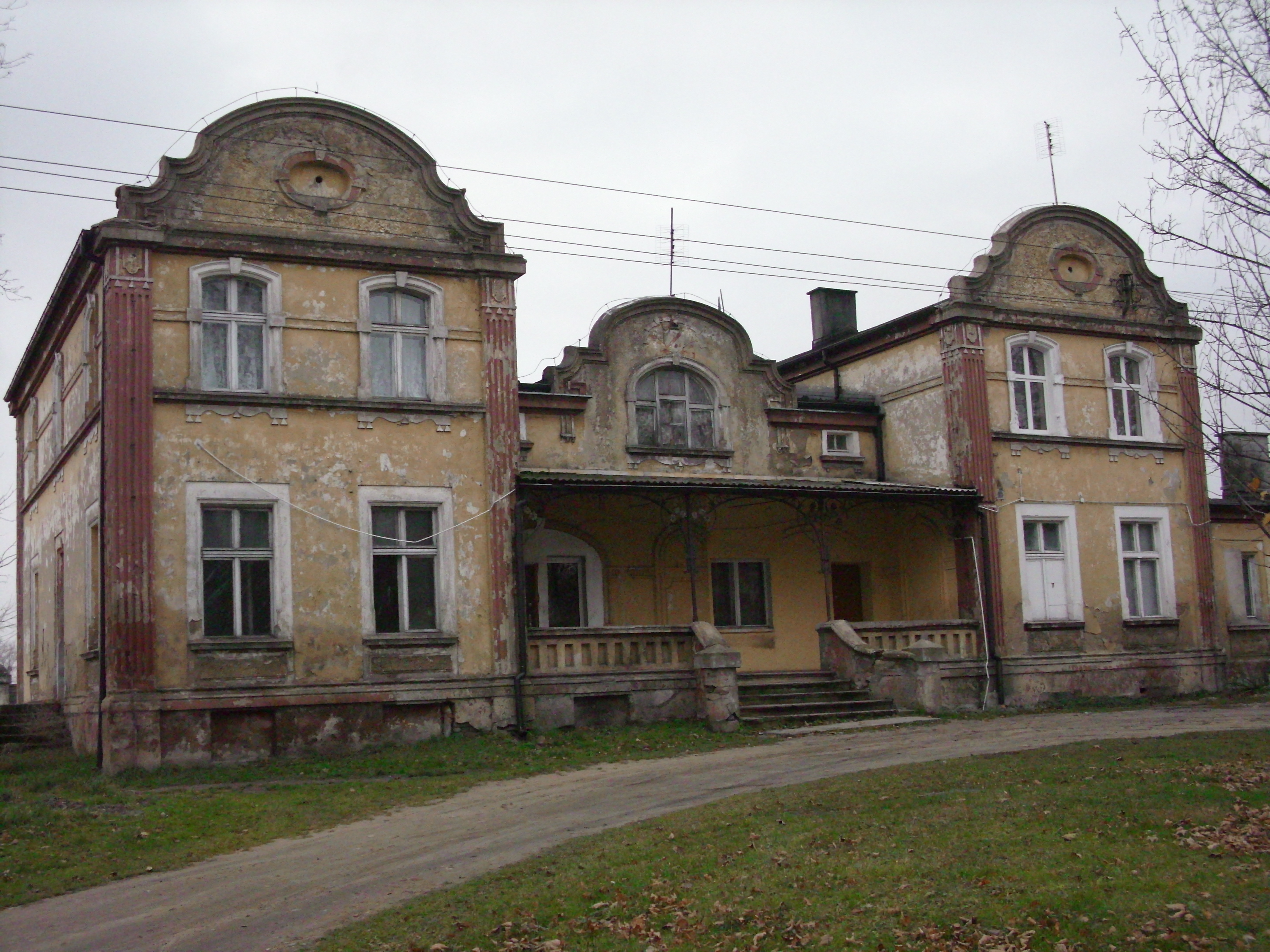
Ruinas en Białężyce.
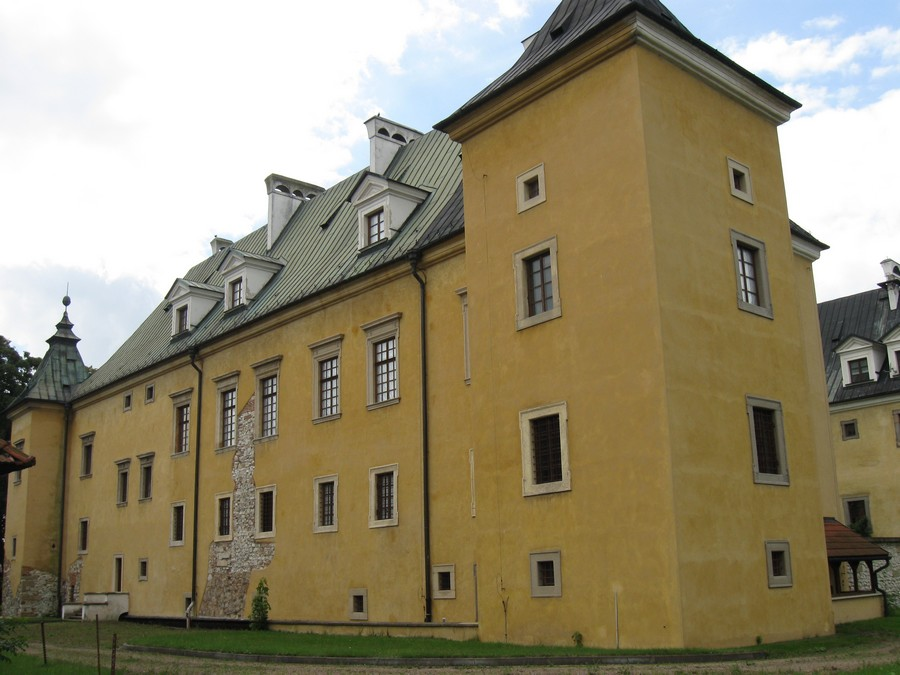
Castillo Opaliński en Spytkowice.
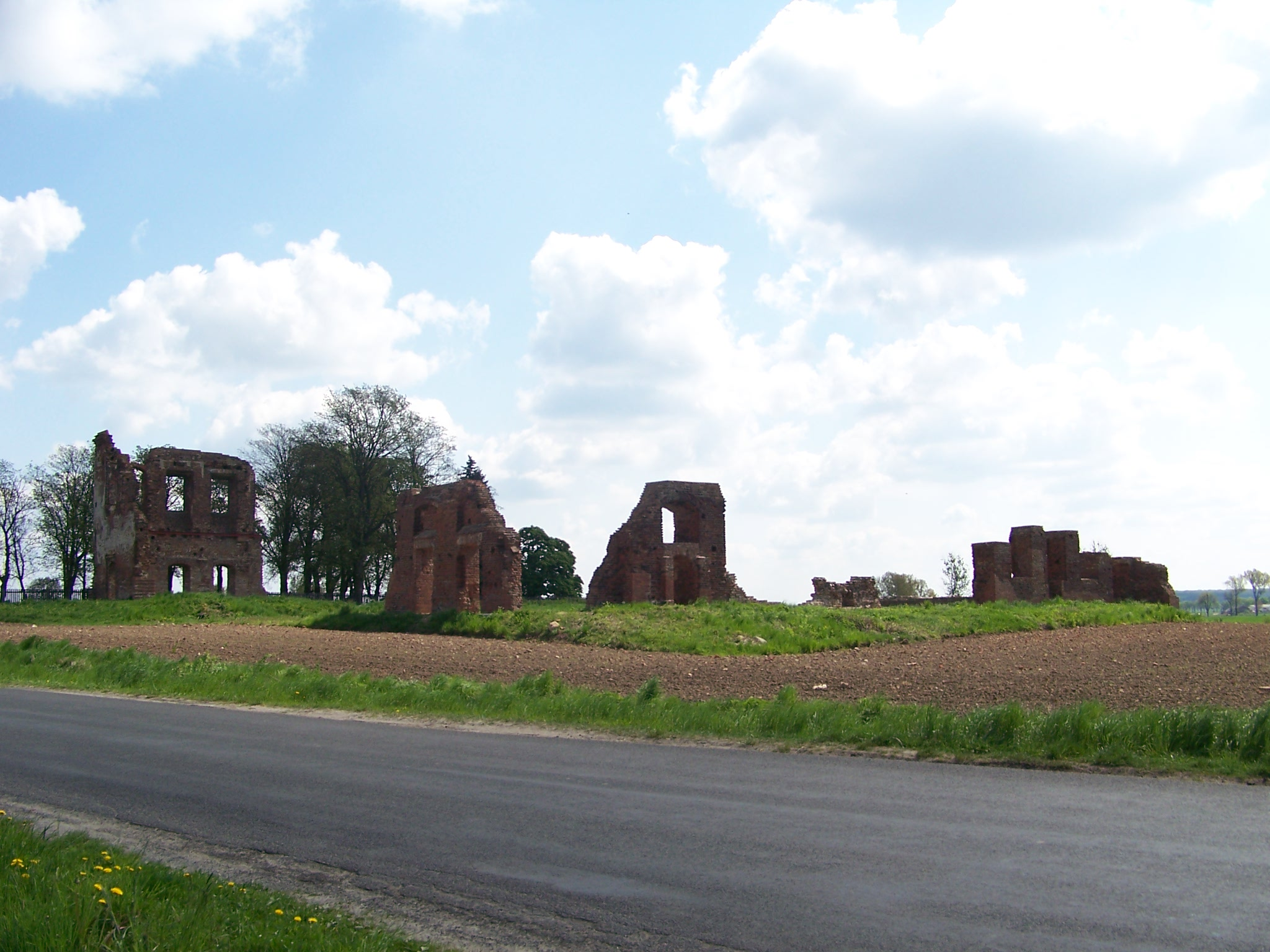
Ruinas del castillo de Radolin.
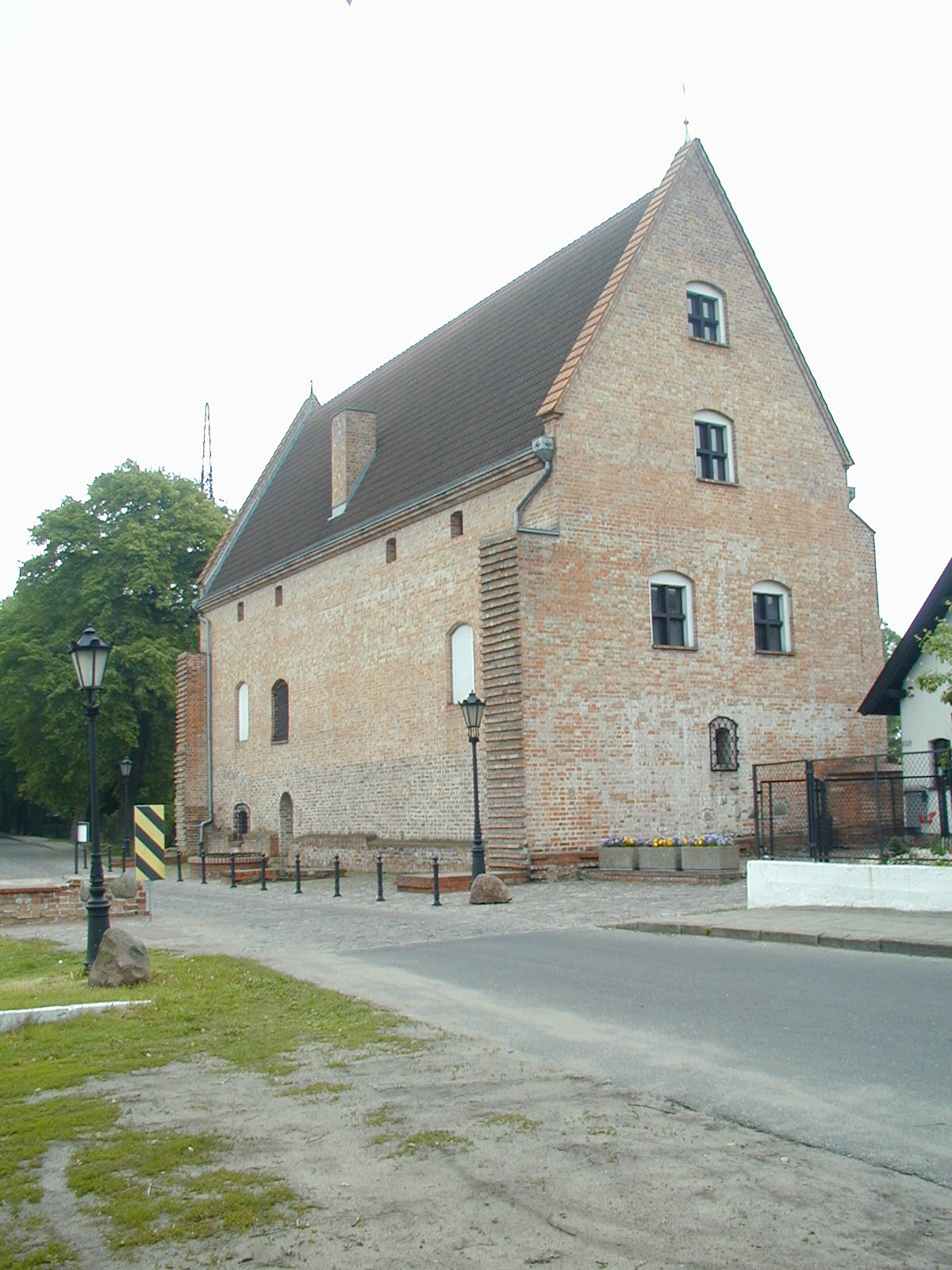
Museo de la familia Opaliński en el Castillo de Sierakow.